# Firlej (gromada)
Firlej – dawna gromada, czyli najmniejsza jednostka podziału terytorialnego Polskiej Rzeczypospolitej Ludowej w latach 1954–1972.
Gromady, z gromadzkimi radami narodowymi (GRN) jako organami władzy najniższego stopnia na wsi, funkcjonowały od reformy reorganizującej administrację wiejską przeprowadzonej jesienią 1954 do momentu ich zniesienia z dniem 1 stycznia 1973, tym samym wypierając organizację gminną w latach 1954–1972.
Gromadę Firlej z siedzibą GRN w Firleju utworzono – jako jedną z 8759 gromad na obszarze Polski – w powiecie lubartowskim w woj. lubelskim na mocy uchwały nr 11 WRN w Lublinie z dnia 5 października 1954. W skład jednostki weszły obszary dotychczasowych gromad Firlej, Łukowiec, Zagrody Łukowieckie, Serock, Kunów, Przypisówka i Czerwonka-Gozdów ze zniesionej gminy Firlej w tymże powiecie. Dla gromady ustalono 27 członków gromadzkiej rady narodowej.
29 lutego 1956 do gromady Firlej włączono kolonię Czerwonka Mała z gromady Sobolew w tymże powiecie.
1 stycznia 1960 do gromady Firlej włączono wieś i kolonię Sobolew, kolonię Majdan Sobolewski, leśniczówkę Rawityn, kolonię Baran, kolonię Czerwonka Podleśna, kolonię Mieczysławka i kolonię Huta ze zniesionej gromady Sobolew w tymże powiecie.
1 stycznia 1969 do gromady Firlej włączono obszar zniesionej gromady Wola Skromowska w tymże powiecie.
Gromada przetrwała do końca 1972 roku, czyli do kolejnej reformy gminnej. 1 stycznia 1973 w powiecie lubartowskim reaktywowano gminę Firlej.